# 1. Garde-Infanterie-Brigade (Deutsches Kaiserreich)
Die 1. Garde-Infanterie-Brigade war ein Großverband der Preußischen Armee.

## Geschichte
Die 1. Garde-Infanterie-Brigade wurde am 19. Juni 1813 in Berlin als  Reserve-Brigade des II. Armee-Korps aufgestellt, am 9. August 1913 in Garde-Infanterie-Brigade umbenannt und am 5. September 1819 Infanterie-Brigade der 1. Division des Garde- und Grenadier-Korps. Zum Jahresende 1819 erhielt sie die Bezeichnung 1. Garde-Infanterie-Brigade und war Teil der 1. Garde-Division des Gardekorps.

### Standorte
- 1815 Berlin
- 1825 bis 1919  Potsdam

### Gliederung
- 1820

1. Garde-Regiment zu Fuß, 2. Garde-Regiment zu Fuß, Garde-Jäger-Bataillon, Lehr-Infanterie-Bataillon
- 1821 bis 1851

Wie vor, ohne Lehr-Infanterie-Bataillon
- 1852 bis 1859

1. Garde-Regiment zu Fuß, Garde-Jäger-Bataillon, 1. Garde-Landwehr-Regiment
- 1860 bis 1872

1. Garde-Regiment zu Fuß, 3. Garde-Regiment zu Fuß, Garde-Jäger-Bataillon, 1. Garde-Landwehr-Regiment mit 1. Bataillon Garde-Landwehr-Bataillon Königsberg, 2.Batl. Garde-Landwehr-Bataillon Stettin und 3. Bataillon Garde-Landwehr-Bataillon Graudenz
- 1873 bis 1874

Wie vor, zusätzlich 3. Garde-Landwehr-Regiment
- 1875 bis 1914

1. Garderegiment zu Fuß, 3. Garde-Regiment zu Fuß, Garde-Jäger-Bataillon, Lehr-Infanterie-Bataillon, 1. Garde-Landwehr-Regiment, 3. Garde-Landwehr-Regiment
- Kriegsgliederung bei Mobilmachung 1914

Wie vor
- Kriegsgliederung am 20. März 1918

1. Garde-Regiment zu Fuß, 2. Garde-Regiment zu Fuß, 4. Garde-Regiment zu Fuß, Maschinengewehr-Scharfschützen-Abteilung Nr. 8. Vom 9. November 1918 bis Dezember 1918 gehörte das Infanterie-Regiment Nr. 408 zur Brigade.

### Deutsch-Dänischer Krieg 1864
Im Deutsch-Dänischen Krieg war die Brigade an der Einschließung und Belagerung der Einschließung und Festung Fredericia beteiligt.

### Deutscher Krieg 1866
Im Krieg Preußens gegen das Kaisertum Österreich war die Brigade im Verband der 1. Garde-Division unter Führung des Generals Heinrich von Plonski an den Kämpfen beteiligt, war am 29. Juni 1866 siegreich im Gefecht bei Burkersdorf, nahm die Ortschaft Königinhof ein und trug am 3. Juli zum glücklichen Ausgang der Schlacht bei Königgrätz bei. Bei diesen Kampfhandlungen wurde der Brigadekommandeur Wilhelm Hiller von Gaertringen bei Chlum tödlich verwundet.

### Deutsch-Französischer Krieg 1870/1871
Im Deutsch-Französischen Krieg war die Brigade an den Schlachten bei Gravelotte und Sedan beteiligt, ebenso an der Belagerung von Paris.

### Erster Weltkrieg
Mit der Mobilmachung im August 1914 musste die Brigade das  Garde Brigade Ersatz Bataillon 1 aufstellen und war zunächst an der Westfront eingesetzt und wurde Mitte April 1915 an die Ostfront verlegt, wo sie an der Durchbruchsschlacht bei Gorlice-Tarnów beteiligt war sowie von Juli an bei Krasnystaw und Biskupice und an der Wieprz bzw. Jasiolda im Einsatz. Im September 1915 kehrte sie an die Westfront zurück und kämpfte dort bis zu ihrer erneuten Verlegung an die Ostfront im Juli 1917. Bereits im Oktober kam sie wieder an die Westfront, wo sie an den schweren Kämpfen beteiligt war. Zu den Kampfhandlungen, Gefechten und Schlachten siehe Kampfgeschehen der 1. Garde-Division .

### Verbleib
Im Zuge der durch den Friedensvertrag von Versailles bedingten Demobilisierung wurde die Brigade 1919 aufgelöst.

### Brigadekommandeure
| Name                                      | Datum                                                            |
| ----------------------------------------- | ---------------------------------------------------------------- |
| Ernst Ludwig von Tippelskirch             | 26. März 1813 bis 5. August 1813                                 |
| Johann Friedrich Karl II. von Alvensleben | 6. August 1813 bis 27. Februar 1818                              |
| Wilhelm von Preußen                       | 28. Februar 1818 bis 30. April 1820                              |
| Von 1820 bis 1824 unbesetzt               |                                                                  |
| Eugen Maximilian von Roeder               | 22. März 1825 bis 19. September 1835                             |
| Karl von Prittwitz                        | 20. September 1835 bis 28. Februar 1843                          |
| Franz Karl von Werder                     | 1. März 1843 bis 3. März 1848                                    |
| Franz Karl von Hirschfeld                 | 4. März 1848 bis 3. November 1851                                |
| Karl von Schlieffen                       | 4. November 1851 bis 11. Juni 1855                               |
| Eduard von Brauchitsch                    | 12. Juni 1855 bis 18. Februar 1857                               |
| Adolf von Bonin                           | 19. Februar 1857 bis 2. Oktober 1857                             |
| Friedrich Wilhelm von Preußen             | 3. Oktober 1857 bis 13. Juni 1859                                |
| Wilhelm Hiller von Gaertringen            | 14. Juni 1859 bis 3. Juli 1866, † in der Schlacht bei Königgrätz |
| Hugo von Obernitz                         | 20. Mai 1866 bis 17. Mai 1867                                    |
| Bernhard von Kessel                       | 18. Mai 1867 bis 21. April 1871                                  |
| Rudolf Graf von Kanitz                    | 22. April 1871 bis 14. Oktober 1874                              |
| Ferdinand von Dannenberg                  | 15. Oktober 1874 bis 27. Oktober 1875                            |
| Anton von L’Estocq                        | 28. Oktobewr 1875 bis 11. März 1878                              |
| Paul Bronsart von Schellendorff           | 12. März 1878 bis 29. März 1881                                  |
| Wilhelm von Hahnke                        | 30. März 1881 bis 31. August 1887                                |
| Oskar von Lindequist                      | 1. September 1887 bis 16. Januar 1890                            |
| Hermann Blecken von Schmeling             | 17. Januar 1890 bis 17. April 1893                               |
| Ernst Freiherr von Bülow                  | 18. April 1893 bis 26. Januar 1897                               |
| Gustav von Kessel                         | 27. Januar 1897 bis 24. März 1899                                |
| Helmuth Johannes Ludwig von Moltke        | 25. März 1899 bis 26. Januar 1902                                |
| Moritz Freiherr von Lyncker               | 27. Januar 1902 bis 21. April 1905                               |
| Thilo von Westernhagen                    | 22. April 1905 bis 1. Mai 1908                                   |
| Otto von Plüskow                          | 2. Mai 1908 bis 20. April 1911                                   |
| Henning von Bonin                         | 21. April 1911 bis 29. Januar 1913                               |
| Friedrich Leopold von Kleist              | 30. Januar 1913 bis 14. November 1914                            |
| Eitel Friedrich von Preußen               | 15. November 1914 bis 15. April 1915                             |
| Ernst von Nostitz                         | 16. April 1915 bis 31. Juli 1915                                 |
| Friedrich von Friedeburg                  | 1. August 1915 bis 27. Mai 1916                                  |
| Rüdiger von der Goltz                     | 28. Mai 1916 bis 17. Mai 1917                                    |
| Rudolf von der Osten                      | 18. Mai 1917 bis 29. August 1918                                 |
| Karl von der Schulenburg-Wolfsburg        | 30. August 1918 bis Kriegsende                                   |
| Eduard von Jena                           | Dezember 1918 bis 10. April 1919 (Demobilisierung)               |